# Schlageter (Schauspiel)
Schlageter ist ein Theaterstück in vier Akten. Es entstand in den Jahren 1929 bis 1932 und war das letzte und erfolgreichste Stück des nationalsozialistischen Schriftstellers Hanns Johst.

## Inhalt
Protagonist des Stücks ist Albert Leo Schlageter, ehemals Soldat im Ersten Weltkrieg, Freikorpskämpfer im Baltikum und beteiligt an der Rückeroberung Rigas und der Erstürmung des Annabergs 1921. Als Saboteur gegen die französische Besetzung des Ruhrgebiets wurde er verhaftet, vor ein französisches Gericht gebracht und zum Tode verurteilt. Schlageter diente als Märtyrerfigur des Nationalsozialismus.
Anders als im tatsächlichen Leben stellt Johst Schlageter als zunächst braven Studenten dar, der nach der deutschen Niederlage und seiner Soldatenzeit als ruhiger Bürger leben will, sich aber aus Gewissensgründen am Widerstand gegen die französische Besatzung beteiligt. Das Drama endet mit einer propagandawirksamen Szene: Bei seiner Hinrichtung steht Schlageter mit dem Rücken zum Publikum, die Schüsse werden in Richtung des Publikums abgefeuert.

## Aufführungsgeschichte
Das Politdrama wurde am 20. April 1933, dem Geburtstag Adolf Hitlers, im Staatstheater am Gendarmenmarkt in Berlin in Anwesenheit von hochrangigen Vertretern der NSDAP, der Wehrmacht und aus Kunst und Literatur uraufgeführt. Der „Völkische Beobachter“ nannte das Stück »das erste Drama der deutschen Revolution«. Das Stück wurde zu einem großen Erfolg für den Autor, auch in finanzieller Hinsicht. Innerhalb eines Jahres erhielt er rund 50.000 Reichsmark Tantiemen. 1935 wurde Johst zum Präsidenten der Reichsschrifttumskammer ernannt.
Es wurde in der Folge von 115 Theatern inszeniert. 63 Inszenierungen entfielen dabei auf die Spielzeit 1932/33 (zweiter Teil). 34 Theater spielten Schlageter in der Zeit um den 20. April 1933. Es folgten weitere 34 Inszenierungen in der Spielzeit 1933/34. Das Werk wurde Schullektüre.
In den folgenden fünf Jahren bis zum März 1939 war das Stück noch an vier Theatern zu sehen. Zwei Inszenierungen fanden in der Spielzeit 1935/36 und zwei 1938/39 statt. Laut den Akten des Reichsministeriums für Volksaufklärung und Propaganda stand das Stück als antifranzösisch zeitweise auf dem Index der Stücke, die nur mit Sondergenehmigung aufgeführt werden durften, weil Hitler in den 1930er Jahren zeitweilig aggressives Auftreten gegenüber den Nachbarländern vermeiden wollte.

## Rezeption
Johannes G. Pankau stellt im Killy Literaturlexikon heraus, dass Johst Schlageters Ende mit dem pathetischen Aufruf „Deutschland!!! Erwache! Erflamme!!!“ zum „Blutopfer“ für das deutsche Volk mythologisiert habe. Johsts „Prototyp des nationalsozialistischen Dramas“ wurde von den Nationalsozialisten als stärkste „dichterische Gestaltung der Gesinnung und Haltung unseres neuen Deutschland gefeiert“ und 1933 in mehr als 1000 deutschen Städten aufgeführt.
Aus dem Schlageter stammt auch die fälschlich Hermann Göring zugeschriebene Aussage: „Wenn ich Kultur höre … entsichere ich meinen Browning“ (1. Akt, 1. Szene). Johsts Widmung „Für Adolf Hitler in liebender Verehrung und unwandelbarer Treue“ beeindruckte Hitler ebenso wie der Inhalt des Stückes.